# Martha Rosler
Martha Rosler (Brooklyn, 29 luglio 1943) è un'artista, fotografa e critica d'arte statunitense.

## Biografia

### Infanzia, gli studi e gli inizi
Sin da adolescente prese parte alle proteste contro il nucleare e a quelle in favore dei diritti civili, e allo stesso tempo si avvicinò al mondo del cinema e del teatro, in particolare apprezzando La corazzata Potëmkin di Sergej Michajlovič Ėjzenštejn, i film di Jean-Luc Godard, le produzioni del Living Theatre e le opere di Bertolt Brecht. Prese parte ai movimenti di avanguardia di East Village, dove conobbe il poeta David e l'artista Eleanor Antin e il poeta Jerome Rothenberg, che la introdussero all'arte di Fluxus, Yōko Ono e Carolee Schneemann.
Si laureò in lingua inglese al Brooklyn College nel 1965, dove tar i suoi docenti vi fu Ad Reinhardt, e tre anni dopo si unì al movimento femminista della California meridionale di San Diego. Qui si avvicinò ai circoli culturali di Herbert Marcuse e di Fredric Jameson, conseguendo un Master of Fine Arts nel 1974. Dopo gli studi insegnò fotografia, cinema e media in diversi istituti, tra cui il San Francisco Art Institute, la Simon Fraser University, la Rutgers University e lo Städelschule di Francoforte sul Meno. Le sue pubblicazioni le sono valse diversi premi, come 5 National Endowment for the Arts Fellowship, due New York Foundation for the Arts Fellowship, un Anonymous Was a Woman Foundation Grant e uno United States Artists Nimoy Fellowship. I temi principali delle sue opere sono il mito della separazione tra vita pubblica e privata e il modo con cui viene portato avanti dai media di massa, nonché la veicolazione delle idee dominanti attraverso la tecnologia.

### Carriera
Le sue prime opere sono incentrate sul femminismo e sulla lotta pacifista contro la guerra del Vietnam. A questo periodo risalgono due serie di fotomontaggi: la prima, Body Beautiful, or Beauty Knows No Pain (1966-1972), accosta pezzi di pubblicità di prodotti femminili o domestici presi da Vanity Fair a immagini di corpi femminili prese da riviste pornografiche, mostrando come i media di massa creino i ruoli di genere. La seconda serie intitolata House Beautiful: Bringing the War Home (1967-1972) mostra scene della guerra del Vietnam prese dalla rivista Life assieme a immagini di case della classe media prese da riviste di arredamento. Questa serie fu ripresa nel 1994 in occasione della guerra del Golfo e nel 2004 e nel 2008 per le guerre in Iraq e Afghanistan.
La serie fotografica The Bowery in two inadequate descriptive systems (1974-1975) affronta i problemi sociali del Bowery, un quartiere povero di Manhattan, mentre if you lived here … (1989) è una serie di tre mostre e quattro forum pubblici incentrati sui senzatetto. Come artista visuale, Rosler è stata autrice di alcune performance degli anni '70 che mostrano come i rigidi standard sociali si impongono nelle vite private delle persone, tra le quali si ricordano Semiotics of the Kitchen (1975) e Vital Statistics of a Citizen, Simply Obtained (1977). Alla Biennale di Venezia del 2003 ha eretto un'installazione per l'Utopia Station Exhibition assieme ai suoi studenti e a diverse istituzioni.

## Opere
- con B. Wallis: If You Lived Here: The City in Art, Theory, and Social Activism, Discussions in Contemporary Culture (Seattle, 1991)
- In the Place of the Public (Positions in Contemporary Art) (Ostfildern-Ruit, 1999)
- Passionate Signals (Ostfildern-Ruit and Portchester, 2005)
- con A. Vidler e A. Alberro: Rights of Passage: Photographs (New York, 1997)
- Decoys and Disruptions: Selected Writings, 1975–2001 (Cambridge, MA, 2004)